# Адвокат (фильм, 1933)
«Адвокат» (англ. Counsellor at Law) — кинофильм режиссёра Уильяма Уайлера, вышедший на экраны в 1933 году. Экранизация одноименной пьесы Элмера Райса.

## Сюжет
Джордж Саймон — преуспевающий адвокат, обязанный своей карьерой исключительно собственному трудолюбию и инициативности. Он женат на богатой женщине из высшего общества, имеющей двух детей от предыдущего брака; его семейная жизнь кажется вполне счастливой. Действие фильма полностью происходит в офисе адвоката и охватывает несколько критических дней, когда карьера и брак мистера Саймона оказываются на грани уничтожения из-за всплывших обстоятельств, касающихся одного из его старых дел…

## В ролях
- Джон Бэрримор — Джордж Саймон
- Биби Даниелс — Регина «Рекси» Гордон, его секретарь
- Дорис Кеньон — Кора Саймон, его жена
- Изабел Джуэлл — Бесси Грин, секретарша-телефонистка
- Мелвин Дуглас — Рой Дарвин
- Онслоу Стивенс — Джон Тедеско, партнер Саймона
- Телма Тодд — Лиллиан Ла Рю
- Клара Лангснер — Лена Саймон, мать Джорджа
- Джон Куолен — Йохан Брейтстейн